# سراور
سراور (بالإنجليزية: Sar Avar)‏ هي قرية تقع في قسم جلغة الريفي في إيران. يقدر عدد سكانها بـ 386 نسمة بحسب إحصاء 2016.